# Communauté de communes du Montmorélien
La  Communauté de communes du Montmorélien est une ancienne communauté de communes française, située dans le département de la Charente et le pays Sud Charente.
Elle est fusionnée depuis le 1er janvier 2014 au sein de la communauté de communes Tude et Dronne.

## Historique
- La commune de Bessac rejoint la CC en 2010.
- Dans le cadre de la réforme territoriale, la Communauté de communes du Montmorélien a fusionné avec les communautés de communes du pays d'Aubeterre et du pays de Chalais, auxquelles s'ajoutent les communes de Châtignac et Saint-Laurent-des-Combes, issues de la communauté de communes des 4B - Sud-Charente, et celles de Rioux-Martin et Yviers, jusqu'alors « isolées » (ne faisant partie d'aucun EPCI) pour créer la nouvelle communauté de communes Tude et Dronne le 1er janvier 2014.

## Administration
- Régime fiscal (au 01/01/2005): fiscalité additionnelle.

### Liste des présidents
| Période | Période       | Identité           | Étiquette | Qualité |
| ------- | ------------- | ------------------ | --------- | ------- |
| ?       | décembre 2013 | Jean-Michel Bolvin |           |         |

### Siège
35, avenue d'Aquitaine, 16190 Montmoreau-Saint-Cybard

## Composition
Elle regroupait 15 communes le 1er janvier 2013 :
| Nom                             | Code Insee | Gentilé       | Superficie (km2) | Population (dernière pop. légale) | Densité (hab./km2) |
| ------------------------------- | ---------- | ------------- | ---------------- | --------------------------------- | ------------------ |
| Montmoreau-Saint-Cybard (siège) | 16230      | Montmoréliens | 12,00            | 1 056 (2014)                      | 88                 |
| Aignes-et-Puypéroux             | 16004      |               | 12,99            | 264 (2014)                        | 20                 |
| Bessac                          | 16041      |               | 10,55            | 117 (2014)                        | 11                 |
| Bors                            | 16052      | Borsois       | 16,14            | 257 (2014)                        | 16                 |
| Courgeac                        | 16111      | Courgeacois   | 18,42            | 206 (2014)                        | 11                 |
| Deviat                          | 16118      |               | 8,42             | 149 (2014)                        | 18                 |
| Juignac                         | 16170      | Juignacais    | 24,18            | 395 (2014)                        | 16                 |
| Nonac                           | 16246      | Nonacais      | 20,84            | 306 (2014)                        | 15                 |
| Palluaud                        | 16254      | Palludéens    | 8,57             | 236 (2014)                        | 28                 |
| Poullignac                      | 16267      |               | 8,94             | 78 (2014)                         | 8,7                |
| Saint-Amant-de-Montmoreau       | 16294      |               | 27,20            | 699 (2014)                        | 26                 |
| Saint-Eutrope                   | 16314      |               | 2,67             | 172 (2014)                        | 64                 |
| Saint-Laurent-de-Belzagot       | 16328      |               | 9,99             | 409 (2014)                        | 41                 |
| Saint-Martial                   | 16334      |               | 9,31             | 136 (2014)                        | 15                 |
| Salles-Lavalette                | 16362      | Sallesiens    | 20,15            | 360 (2014)                        | 18                 |

## Compétences
Nombre total de compétences exercées en 2013 : 16.